# Amata tiandae
Amata tiandae là một loài bướm đêm thuộc phân họ Arctiinae, họ Erebidae.